# Max von Schenckendorff
Max von Schenckendorff (Prenzlau, 24 februari 1875 – 6 juli 1943) was een Duits officier en generaal. In de Tweede Wereldoorlog leidde hij een militair district in Rusland waar hij instond voor bestrijding van partizanen en medeplichtig was aan Jodenvervolgingen.

## Biografie
Max von Schenckendorff werd geboren in een oude adellijke familie. Hij was zoon van een generaal. In de Eerste Wereldoorlog diende hij in het 64e Infanterieregiment aan het westelijk front. Door gezondheidsproblemen (migraineaanvallen) moest hij zijn regiment aan het front verlaten. Zo belandde von Schenckendorff bij het Rekrutendepot, dat instond voor een realistische voorbereiding van rekruten op de condities aan het front. Later diende hij ook nog in Servië, België, Verdun, Saarburg en de Champagne, telkens in de achterhoede. Door Erich Ludendorff werd Max von Schenckendorff overgeplaatst naar de troepenopleidingsplaats Arys. Daar stond hij in voor het klaarstomen voor het westelijk front van infanteriedivisies die vrijkwamen van het oostelijk front. Na de wapenstilstand bleef hij actief in het Duitse leger. Ideologisch leunde von Schenckendorff aan bij de Vrijkorps en rechts-conservatieven.

## Tweede Wereldoorlog
Op 15 maart 1941 werd Max von Schenckendorff benoemd tot bevelhebber van het centrale militaire district in Rusland (Rückwärtiges Heeresgebietskommando 102 - Mitte). Tot 400.000 man vielen onder zijn commando. Hij leidde de Sicherungsdivisionen die instonden voor de bestrijding van partizanen. Maar zijn commando stond ook in voor de communicatie, werktroepen en de spoorwegen. Hij overleed in 1943 tijdens een verlof aan een hartaanval.

## Jodenvervolging
De Sicherungsdivisionen werkten ook actief mee met de Einsatzgruppen die instonden voor het verzamelen en vermoorden van de joodse bevolking in de veroverde Russische gebieden. In Minsk gaf Max von Schenckendorff opdracht de joodse bevolking in een getto te verzamelen. Er werd een joodse raad opgericht en joodse ordediensten. In Bialystok werkte een Sicherungsdivision onder zijn commando mee aan de moord op 800 joden, die levend werd verbrand in een synagoge.

## Militaire carrière
- Sekondelieutenant: 17 maart 1894[1]
- Premierlieutenant:[1]1 januari 1899[2]
- Hauptmann:[1]10 september 1908[2]
- Major:[1]18 april 1915[2]
- Oberstleutnant: 1 oktober 1920[1][2]
- Oberst: 1 mei 1924[1][2]
- Generalmajor: 1 november 1928[1][2]
- Generalleutnant: 1 oktober 1929[1][2]
- Charakter als General der Infanterie: 1 september 1940[1][2]
- General der Infanterie z.V.: 1 december 1940[1][2]

## Onderscheidingen
- Duitse Kruis in goud op 26 december 1941 als General der Infanterie z.V. en Befehlshaber rückwärtiges Heeres-Gebiet Mitte[1][3][2]
- IJzeren Kruis 1914, 1e Klasse en 2e Klasse[1][3][2]
- Herhalingsgesp bij IJzeren Kruis 1939, 1e Klasse en 2e Klasse[1][3][2]
- Erekruis voor Frontstrijders in de Wereldoorlog in 1934[1][3]
- Dienstonderscheiding van Leger[1](18 dienstjaren)[3]
- Ridder in de Huisorde van Hohenzollern[3][2]